# Hoytsville
Hoytsville – jednostka osadnicza w Stanach Zjednoczonych, w stanie Utah, w hrabstwie Summit.